# (13119) 1993 VD4
1993 في دي 4 (ويعرف أيضًا باسم (13119) 1993 في دي 4 وفق تسمية الكوكب الصغير) (بالإنجليزية: 1993 VD4)‏ هو كويكب ضمن حزام الكويكبات؛ وترتيبه 13119 من حيث الاكتشاف.
اكتُشف هذا الجُرم الفلكي بواسطة هيروشي كانيدا في 11 نوفمبر 1993.

## وصلات خارجية
- (13119) 1993 VD4 في قاعدة بيانات مختبر الدفع النفاث لأجرام النظام الشمسي الصغيرة

- الاكتشاف · مخطط المدار ·  العناصر المدارية · المعلمات المادية

- (13119) 1993 VD4 على موقع ويكي سكاي: DSS2, SDSS, GALEX, IRAS, Hydrogen α, X-Ray, Astrophoto, Sky Map, Articles and images